# مدینه گلگون
مدینه گلگون (ترکی آذربایجانی: Mədinə Gülgün) مدینه نورالله قیزی علاکبرزاده (۱۷ ژانویه ۱۹۲۶ باکو – ۱۷ فوریه ۱۹۹۱ باکو)، شاعر ایرانی آذربایجانی بود.

## زندگی اولیه و مشارکت سیاسی
گلگون در یک خانواده کارگر ایرانی آذربایجانی به دنیا آمد و تحصیلات ابتدایی و راهنمایی را در باکو به پایان رساند. در سال ۱۹۳۸ که به دلیل تابعیت ایرانی خارجی محسوب می‌شد، خانواده او مجبور به ترک اتحاد جماهیر شوروی شدند و به اردبیل، زادگاه پدر گلگون نقل مکان کردند. مدینه گلگون پس از فارغ‌التحصیلی به عنوان بافندگی در یک کارخانه محلی و خبرنگار روزنامه‌های آذربایجانی وطن یولوندا مشغول به کار شد. در دهه ۱۹۴۰ در تبریز اقامت گزید و به عضویت حزب دمکرات آذربایجان درآمد و در جنبش خودمختاری تحت حمایت شوروی در آذربایجان ایران شرکت کرد که منجر به تأسیس دولت کوتاه مدت حکومت خود مختار آذربایجان شد. پس از سقوط دولت، او و دیگر دموکرات‌های برجسته با کمک سازمان‌های شوروی به باکو تخلیه شدند و خانواده‌اش به ایران مرکزی تبعید شدند.

## شعر
مدینه گلگون سرودن شعر را در سال‌های نوجوانی آغاز کرد. نام مستعار او گلگون از نام نمایشنامه جعفر جبارلی Od galini ("عروس آتش") گرفته شده‌است. پس از بازگشت به باکو، در مؤسسه آموزشی دولتی آذربایجان در رشته زبان و ادبیات پذیرفته شد. در سال ۱۹۵۰ با بالاش آزراوغلو شاعر ازدواج کرد. مدینه گلگون پس از به دنیا آمدن دو پسر به نام‌های آراز و اعتماد، شغل خود را در یک انتشارات رها کرد و خود را وقف خانواده‌اش کرد و به سرودن اشعار (که بعدها در باکو، مسکو و تبریز منتشر شد) ادامه داد. عشق و میهن‌پرستی مضمون اصلی شعر او بود. برخی از اشعار گلگون (مانند San galmaz oldun) نیز به متن آهنگ تبدیل شد.